# Élections législatives islandaises de 1987
Les élections législatives islandaises de 1987 se déroulent le 25 avril 1987. Le Parti de l'indépendance reste le plus important parti du Parlement islandais, en gagnant 12 des 42 sièges de la Chambre basse de l'Althing.

## Résultats
| Partis                   | Partis                                       | Voix    | %     | +/−  | Sièges par chambre | Sièges par chambre | Sièges par chambre | Sièges par chambre |
| Partis                   | Partis                                       | Voix    | %     | +/−  | Basse              | +/−                | Haute              | +/−                |
| ------------------------ | -------------------------------------------- | ------- | ----- | ---- | ------------------ | ------------------ | ------------------ | ------------------ |
|                          | Parti de l'indépendance (D)                  | 41 490  | 27,17 | 11,5 | 12                 | 3                  | 6                  | 2                  |
|                          | Parti du progrès (B)                         | 28 902  | 18,92 | 0,13 | 8                  | 2                  | 5                  | 1                  |
|                          | Parti social-démocrate (A)                   | 23 265  | 15,23 | 3,52 | 7                  | 3                  | 3                  | 1                  |
|                          | Alliance du peuple (G)                       | 20 387  | 13,35 | 3,96 | 5                  | 2                  | 3                  | en stagnation      |
|                          | Parti des citoyens (S)                       | 16 588  | 10,86 | Nv.  | 5                  | 3                  | 2                  | 2                  |
|                          | Liste des femmes (V)                         | 15 470  | 10,13 | 4,65 | 4                  | 2                  | 2                  | 1                  |
|                          | Parti humaniste (M)                          | 2 434   | 1,59  | Nv.  | 0                  | en stagnation      | 0                  | en stagnation      |
|                          | Parti national (Þ)                           | 2 047   | 1,34  | Nv.  | 0                  | en stagnation      | 0                  | en stagnation      |
|                          | Association pour la justice et l'égalité (J) | 1 893   | 1,24  | Nv.  | 1                  | 1                  | 0                  | en stagnation      |
|                          | Alliance des sociaux-démocrates (C)          | 246     | 0,16  | 7,14 | 0                  | 2                  | 0                  | 2                  |
|                          |                                              |         |       |      |                    |                    |                    |                    |
| Votes valides            | Votes valides                                | 152 722 | 98,89 |      |                    |                    |                    |                    |
| Votes blancs et nuls     | Votes blancs et nuls                         | 1 716   | 1,11  |      |                    |                    |                    |                    |
| Total                    | Total                                        | 154 438 | 100   | –    | 42                 | 2                  | 21                 | 1                  |
| Abstentions              | Abstentions                                  | 16 964  | 9,90  |      |                    |                    |                    |                    |
| Inscrits / participation | Inscrits / participation                     | 171 402 | 90,10 |      |                    |                    |                    |                    |